# 北闸街道
北闸街道，原为北闸镇，是中华人民共和国云南省昭通市昭阳区下辖的一个街道办事处。
2021年3月18日，云南省人民政府批复同意北闸镇撤镇设街道，8月12日正式成立。

## 行政区划
北闸街道下辖以下地区：
北闸社区、白坡塘社区、红路社区、邓子社区、同心社区、同乐社区、同源社区、新田村、海坝村、塘房村、岩脚村、海子村和箐门村。